# David V da Geórgia
David V (em georgiano:  დავით V, nascido Khariton Devdariani (ხარიტონ დევდარიანი) (6 de Abril, 1903 – 9 de Novembro, 1977) foi um católico de Toda a Geórgia de 2 de Julho, 1972, até sua morte. Seu título era Sua Santidade e Beatitude, Arcebispo de Misqueta-Tiblíssi e Patriarca-Católicos de Toda a Geórgia.
Nascido em uma vila de Mirotsminda (atualmente município de Kharagauli, Imerícia), David tornou-se um padre em 1927 e um bispo em 1956. De 1959 até 1972 ele serviu como corebispo para o Patriarca-Católicos Efraim II, que após sua morte, ele sucedeu sua posição de Primaz da Igreja Ortodoxa Georgiana.

## Pontificado
A ascensão de David V para Patriarca foi seguida de controvérsia. Diferente de seu predecessor Efraim II, que frequentemente apelava ao Patriotismo Georgiano, David nunca ganhou popularidade por ser leal ao regime da União Soviética. Além disso, dissidentes Georgianos suspeitavam que o serviço soviético (KGB) estava envolvido na eleição de David que destruiu o desejo de Efraim II, que supostamente endossou o Bispo Elias da Geórgia a tornar-se sucessor. O Nacionalista Georgiano   reivindicou nas suas publicações samizdat que a corrupção e a depravação moral floresceu no mandato de David V. Ele também foi acusado de envolvimento, com oficiais do Partido Comunista Georgiano e a KGB, em roubo de tesouros da Igreja Georgiana.

## Morte
David V faleceu em Tiblíssi e foi enterrado na Catedral de Sioni em 1977. Ele foi sucedido por Elias II, a quem os soviéticos tentaram colocar fora do cargo. 